# Anisozyga aphrodite
Anisozyga aphrodite là một loài bướm đêm trong họ Geometridae.